# Discografia di Sinéad O'Connor
La discografia di Sinéad O'Connor, cantautrice pop irlandese, è costituita da dieci album in studio, uno dal vivo, cinque raccolte, un EP e oltre cinquanta singoli. Ia cantante è deceduta il 26 luglio 2023. Sinead è stata attivista e autrice di grande valore;  icona di indipendenza e libertà. Dotata di una voce smisuratamente straordinaria. 

## Album

### Album in studio
| The Lion and the Cobra - Pubblicazione: 25 ottobre 1987 - Etichetta: Ensign/Chrysalis - Formati: CD, LP, MC                                   | 37 | —  | 52 | 3  | —  | 4  | 37 | 12 | 27  | 36  | - UK: Gold - CAN: Platinum - US: Gold                                                                                                 |
| I Do Not Want What I Haven't Got - Pubblicazione: 20 March 1990 - Etichetta: Ensign/Chrysalis - Formati: CD, LP, MC                           | 1  | 1  | 1  | 1  | 1  | 1  | 1  | 1  | 1   | 1   | - UK: 2× disco di platino - AUS: Platinum - AUT: Gold - CAN: 5× Platinum - FR: Platinum - GER: Platinum - SWI: Gold - US: 2× Platinum |
| Am I Not Your Girl? - Pubblicazione: 22 settembre 1992 - Etichetta: Ensign/Chrysalis - Formati: CD, LP, MC                                    | 17 | 9  | 24 | 8  | 11 | 5  | 16 | 11 | 6   | 27  | - UK: Gold - SWI: Gold |
| Universal Mother - Pubblicazione: 13 settembre 1994 - Label: Ensign/Chrysalis - Formati: CD, LP, MC                                           | 31 | 7  | 38 | 5  | —  | 38 | 11 | 11 | 19  | 36  | - UK: Gold - CAN: Gold - AUT: Gold |
| Faith and Courage - Pubblicazione: 13 giugno 2000 - Etichetta: Atlantic - Formati: CD, MC                                                     | 18 | 21 | 38 | 8  | 25 | 33 | 59 | 19 | 61  | 55  | - AUS: Gold |
| Sean-Nós Nua - Pubblicazione: 8 ottobre 2002 - Etichetta: Vanguard - Formati: CD                                                              | 61 | 29 | 75 | 3  | —  | —  | —  | 67 | 52  | 139 | |
| Throw Down Your Arms - Pubblicazione: 4 ottobre 2005 - Etichetta: Chocolate and Vanilla - Formati: CD, LP, download digitale                  | —  | —  | —  | 17 | 73 | —  | —  | —  | 189 | —   | - IRL: Gold |
| Theology - Pubblicazione: 18 giugno 2007 - Etichetta: Koch/Rubyworks - Formati: CD, download digitale                                         | —  | —  | 86 | 18 | 56 | —  | —  | —  | 157 | 168 | |
| How About I Be Me (and You Be You)? - Pubblicazione: 21 febbraio 2012 - Etichetta: One Little Indian/RED - Formati: CD, LP, download digitale | —  | 42 | 78 | 5  | —  | 57 | 56 | 69 | 33  | 115 | |
| I'm Not Bossy, I'm the Boss - Pubblicazione: 11 agosto 2014 - Etichetta: Nettwerk - Formats: CD, LP, download digitale                        | —  | 44 | 39 | 1  | 39 | 21 | —  | 48 | 22  | 83  | |
| "—" denotes a recording that did not chart or was not released in that territory.                                                             |    |    |    |    |    |    |    |    |     |     | |

### Album dal vivo
| Title                  | Album details                                                     |
| ---------------------- | ----------------------------------------------------------------- |
| Live at the Sugar Club | - Released: 8 December 2008 - Label: Rubyworks - Formats: CD, DVD |

### Raccolte
| So Far... The Best Of                                                                            | - Released: 25 November 1997 - Label: Ensign/Chrysalis - Formats: CD, CS     | 27 | —  | 97 | 13 | 27 | —  | 28  | — | - UK: Silver |
| Sinéad O'Connor (Best Of)                                                                        | - Release date: 12 December 2000 - Label: Disky - Formats: CD                | —  | —  | —  | —  | —  | —  | —   | — |              |
| She Who Dwells in the Secret Place of the Most High Shall Abide Under the Shadow of the Almighty | - Released: 9 September 2003 - Label: Vanguard - Formats: CD, download       | —  | 90 | —  | 17 | —  | —  | —   | — |              |
| Collaborations                                                                                   | - Released: 21 June 2005 - Label: Capitol - Formats: CD                      | 61 | —  | 80 | 22 | —  | 85 | 183 | — |              |
| Essential                                                                                        | - Released: 29 September 2005 - Re-released: 2011 - Label: EMI - Formats: CD | —  | —  | —  | —  | —  | —  | —   | — |              |
| "—" denotes a recording that did not chart or was not released in that territory.                |                                                                              |    |    |    |    |    |    |     |   |              |

## Extended play
| Gospel Oak                                                                        | - Released: 3 June 1997 - Label: Ensign/Chrysalis - Formats: CD, MC, LP | 49 | 4 | 28 | 128 |
| "—" denotes a recording that did not chart or was not released in that territory. |                                                                         |    |   |    |     |

## Singoli

### Come artista principale
| Titolo                                                                           | Anno | Classifiche | Classifiche | Classifiche | Classifiche | Classifiche | Classifiche | Classifiche | Classifiche | Classifiche | Classifiche | Album di provenienza                                                                             |
| Titolo                                                                           | Anno | AUS         | AUT         | GER         | NLD         | IRL         | ITA         | NZL         | SWI         | UK          | US          | Album di provenienza                                                                             |
| -------------------------------------------------------------------------------- | ---- | ----------- | ----------- | ----------- | ----------- | ----------- | ----------- | ----------- | ----------- | ----------- | ----------- | ------------------------------------------------------------------------------------------------ |
| Troy                                                                             | 1987 | —           | —           | —           | 8           | —           | —           | —           | —           | 48          | —           | The Lion and the Cobra                                                                           |
| Drink Before the War                                                             | 1987 | —           | —           | —           | —           | —           | —           | —           | —           | —           | —           | The Lion and the Cobra                                                                           |
| Mandinka                                                                         | 1987 | 39          | —           | —           | 24          | 6           | —           | 18          | —           | 17          | —           | The Lion and the Cobra                                                                           |
| I Want Your (Hands on Me) (con MC Lyte)                                          | 1988 | —           | —           | —           | —           | —           | —           | 40          | —           | 77          | —           | The Lion and the Cobra                                                                           |
| Jerusalem                                                                        | 1988 | —           | —           | —           | —           | —           | —           | —           | —           | —           | —           | The Lion and the Cobra                                                                           |
| Jump in the River (con Karen Finley on the 12)                                   | 1989 | —           | —           | —           | —           | 29          | —           | —           | —           | 81          | —           | I Do Not Want What I Haven't Got                                                                 |
| Nothing Compares 2 U                                                             | 1990 | 1           | 1           | 1           | 1           | 1           | 1           | 1           | 1           | 1           | 1           | I Do Not Want What I Haven't Got                                                                 |
| The Emperor's New Clothes                                                        | 1990 | 20          | 24          | 28          | 22          | 5           | 6           | 23          | 17          | 31          | 60          | I Do Not Want What I Haven't Got                                                                 |
| Three Babies                                                                     | 1990 | —           | —           | —           | 29          | 19          | 9           | —           | 22          | 42          | —           | I Do Not Want What I Haven't Got                                                                 |
| I Am Stretched on Your Grave                                                     | 1990 | —           | —           | —           | —           | —           | —           | —           | —           | —           | —           | I Do Not Want What I Haven't Got                                                                 |
| My Special Child                                                                 | 1991 | 97          | —           | —           | 55          | 6           | —           | 43          | 18          | 42          | —           | Singoli non inclusi in album                                                                     |
| Silent Night                                                                     | 1991 | —           | —           | —           | 71          | 12          | —           | —           | —           | 60          | —           | Singoli non inclusi in album                                                                     |
| Success Has Made a Failure of Our Home                                           | 1992 | 37          | —           | —           | 21          | 11          | 13          | 32          | 28          | 18          | —           | Am I Not Your Girl?                                                                              |
| Don't Cry for Me Argentina                                                       | 1992 | —           | —           | —           | 44          | —           | —           | —           | —           | 53          | —           | Am I Not Your Girl?                                                                              |
| You Made Me the Thief of Your Heart (con Gavin Friday)                           | 1994 | 43          | —           | —           | —           | 4           | —           | 24          | —           | 42          | —           | (OST) In the Name of the Father                                                                  |
| Thank You for Hearing Me                                                         | 1994 | —           | —           | —           | —           | —           | —           | —           | —           | 13          | —           | Universal Mother                                                                                 |
| Fire on Babylon                                                                  | 1994 | 57          | —           | —           | 36          | —           | —           | 29          | —           | —           | —           | Universal Mother                                                                                 |
| Famine/All Apologies                                                             | 1995 | —           | —           | —           | —           | —           | —           | —           | —           | 51          | —           | Universal Mother                                                                                 |
| This Is to Mother You                                                            | 1997 | —           | —           | —           | —           | —           | 14          | —           | —           | —           | —           | (EP) Gospel Oak                                                                                  |
| This Is a Rebel Song                                                             | 1997 | —           | —           | —           | —           | 17          | —           | —           | —           | 60          | —           | So Far... The Best Of                                                                            |
| Chiquitita                                                                       | 1998 | —           | —           | —           | —           | —           | —           | —           | —           | —           | —           | (VA) Across the Bridge of Hope                                                                   |
| No Man's Woman                                                                   | 2000 | 87          | —           | —           | 80          | —           | —           | 42          | —           | —           | —           | Faith and Courage                                                                                |
| Jealous                                                                          | 2000 | 58          | —           | —           | 94          | —           | —           | —           | —           | 86          | —           | Faith and Courage                                                                                |
| Troy (The Phoenix from the Flame)                                                | 2002 | —           | —           | —           | —           | —           | —           | —           | —           | 48          | —           | Singolo non incluso in album                                                                     |
| Óró, Sé Do Bheatha 'Bhaile                                                       | 2002 | —           | —           | —           | —           | —           | —           | —           | —           | —           | —           | Sean-Nós Nua                                                                                     |
| My Lagan Love                                                                    | 2002 | —           | —           | —           | —           | —           | —           | —           | —           | —           | —           | She Who Dwells in the Secret Place of the Most High Shall Abide Under the Shadow of the Almighty |
| A Hundred Thousand Angels                                                        | 2003 | —           | —           | —           | —           | —           | —           | —           | —           | —           | —           | She Who Dwells in the Secret Place of the Most High Shall Abide Under the Shadow of the Almighty |
| Marcus Garvey                                                                    | 2005 | —           | —           | —           | —           | 48          | —           | —           | —           | —           | —           | Throw Down Your Arms                                                                             |
| Throw Down Your Arms                                                             | 2005 | —           | —           | —           | —           | —           | —           | —           | —           | —           | —           | Throw Down Your Arms                                                                             |
| I Don't Know How to Love Him                                                     | 2007 | —           | —           | —           | —           | —           | —           | —           | —           | —           | —           | Theology                                                                                         |
| We People (Who Are Darker Than Blue)                                             | 2007 | —           | —           | —           | —           | —           | —           | —           | —           | —           | —           | Theology                                                                                         |
| The Wolf is Getting Married                                                      | 2012 | —           | —           | —           | —           | 40          | —           | —           | —           | —           | —           | How About I Be Me (and You Be You)?                                                              |
| 4th and Vine                                                                     | 2013 | —           | —           | —           | —           | 84          | —           | —           | —           | —           | —           | How About I Be Me (and You Be You)?                                                              |
| Old Lady                                                                         | 2013 | —           | —           | —           | —           | —           | —           | —           | —           | —           | —           | How About I Be Me (and You Be You)?                                                              |
| Take Me to Church                                                                | 2014 | —           | —           | —           | —           | 55          | —           | —           | —           | —           | —           | I'm Not Bossy, I'm the Boss                                                                      |
| 8 Good Reasons                                                                   | 2014 | —           | —           | —           | —           | —           | —           | —           | —           | —           | —           | I'm Not Bossy, I'm the Boss                                                                      |
| Trouble of the World                                                             | 2020 | —           | —           | —           | —           | —           | —           | —           | —           | —           | —           |                                                                                                  |
| —" denotes a recording that did not chart or was not released in that territory. |      |             |             |             |             |             |             |             |             |             |             |                                                                                                  |

### Come artista ospite
| Title                                                                            | Year | Peak chart positions | Peak chart positions | Peak chart positions | Peak chart positions | Peak chart positions | Peak chart positions | Peak chart positions | Peak chart positions | Peak chart positions | Peak chart positions | Album                                                 |
| Title                                                                            | Year | AUS                  | AUT                  | GER                  | NLD                  | IRL                  | ITA                  | NZL                  | SWI                  | UK                   | US                   | Album                                                 |
| -------------------------------------------------------------------------------- | ---- | -------------------- | -------------------- | -------------------- | -------------------- | -------------------- | -------------------- | -------------------- | -------------------- | -------------------- | -------------------- | ----------------------------------------------------- |
| Heroine (Theme from Captive) (con The Edge)                                      | 1986 | —                    | —                    | —                    | —                    | 12                   | —                    | —                    | —                    | 89                   | —                    | Captive (OST)                                         |
| Visions Of You (con Jah Wobble)                                                  | 1991 | 94                   | —                    | —                    | —                    | —                    | —                    | —                    | —                    | 35                   | —                    | Rising Above Bedlam                                   |
| Ship Ahoy (con Marxman)                                                          | 1992 | —                    | —                    | —                    | —                    | —                    | —                    | —                    | —                    | —                    | —                    | 33 Revolutions per Minute                             |
| Blood of Eden (con Peter Gabriel)                                                | 1992 | —                    | —                    | —                    | —                    | —                    | —                    | —                    | —                    | 43                   | —                    | Us                                                    |
| Don't Give Up (con Willie Nelson)                                                | 1993 | —                    | —                    | —                    | —                    | —                    | —                    | —                    | —                    | —                    | —                    | Across the Borderline                                 |
| Be Still (con Feargal Sharkey, Nanci Griffith and Peter Gabriel)                 | 1993 | —                    | —                    | —                    | —                    | —                    | —                    | —                    | —                    | —                    | —                    | (VA) Peace Together                                   |
| Biko (con Manu Dibango)                                                          | 1994 | —                    | —                    | —                    | —                    | —                    | —                    | —                    | —                    | —                    | —                    | Wakafrika                                             |
| Haunted (con Shane MacGowan)                                                     | 1995 | —                    | —                    | —                    | —                    | 6                    | —                    | —                    | —                    | 30                   | —                    | The Snake                                             |
| Empire (con Bomb the Bass and Benjamin Zephaniah)                                | 1996 | —                    | —                    | —                    | —                    | —                    | —                    | —                    | —                    | —                    | —                    | Clear                                                 |
| Va, pensiero (con Zucchero)                                                      | 1997 | —                    | 17                   | 52                   | —                    | —                    | 6                    | —                    | 19                   | —                    | —                    | The Best of Zucchero Sugar Fornaciari's Greatest Hits |
| Guide Me God (con Ghostland featuring Natacha Atlas)                             | 2002 | —                    | —                    | —                    | —                    | —                    | —                    | —                    | —                    | —                    | —                    | Ghostland                                             |
| Tears from the Moon (con Conjure One)                                            | 2002 | —                    | —                    | —                    | —                    | —                    | —                    | —                    | —                    | —                    | —                    | Conjure One                                           |
| 1000 Mirrors (con Asian Dub Foundation)                                          | 2003 | —                    | —                    | —                    | —                    | —                    | —                    | —                    | —                    | —                    | —                    | Enemy of the Enemy                                    |
| Special Cases (con Massive Attack)                                               | 2003 | —                    | —                    | —                    | —                    | —                    | 25                   | —                    | —                    | 15                   | —                    | 100th Window                                          |
| Illegal Attacks (con Ian Brown)                                                  | 2007 | —                    | —                    | —                    | —                    | 32                   | —                    | —                    | —                    | 16                   | —                    | The World Is Yours                                    |
| Jackie, Is It My Birthday? (con The Wolfmen)                                     | 2009 | —                    | —                    | —                    | —                    | —                    | —                    | —                    | —                    | —                    | —                    | Married to the Eiffel Tower                           |
| It's Only Life (con Elaine Paige)                                                | 2010 | —                    | —                    | —                    | —                    | —                    | —                    | —                    | —                    | —                    | —                    | Elaine Paige and Friends                              |
| When a Child Is Born (con Danny O'Reilly)                                        | 2012 | —                    | —                    | —                    | —                    | 26                   | —                    | —                    | —                    | —                    | —                    | A Murray Christmas                                    |
| Do They Know It's Christmas? (con Band Aid 30)                                   | 2014 | 3                    | 5                    | 3                    | 4                    | 1                    | 11                   | 2                    | 5                    | 1                    | 63                   | Singolo non incluso in album                          |
| One More Yard (con Evamore)                                                      | 2018 | —                    | —                    | —                    | —                    | —                    | —                    | —                    | —                    | —                    | —                    |                                                       |
| —" denotes a recording that did not chart or was not released in that territory. |      |                      |                      |                      |                      |                      |                      |                      |                      |                      |                      |                                                       |

## Collaborazioni
| Anno | Titolo                                         | Artista                                                                         | Album di provenienza                                      |
| ---- | ---------------------------------------------- | ------------------------------------------------------------------------------- | --------------------------------------------------------- |
| 1985 | Take My Hand                                   | In Tua Nua featuring O'Connor                                                   | Original demo                                             |
| 1988 | Some Day My Prince Will Come                   | O'Connor                                                                        | Stay Awake                                                |
| 1989 | Middle of the Island                           | Christy Moore featuring O'Connor                                                | Voyage (by Christy Moore)                                 |
| 1989 | The Mad Lady & Me                              | Christy Moore featuring O'Connor                                                | Voyage (by Christy Moore)                                 |
| 1990 | Mother                                         | The Band featuring O'Connor                                                     | The Wall – Live in Berlin                                 |
| 1990 | You Do Something to Me                         | O'Connor                                                                        | Red Hot + Blue                                            |
| 1991 | Sacrifice                                      | O'Connor                                                                        | Two Rooms                                                 |
| 1991 | Sweet Divinity                                 | Jah Wobble featuring O'Connor                                                   | Rising Above Bedlam                                       |
| 1992 | Josey Walsh                                    | Jah Wobble featuring O'Connor                                                   | The Ungodly Kingdom EP                                    |
| 1992 | Come Talk to Me                                | Peter Gabriel featuring O'Connor                                                | Us                                                        |
| 1992 | I Believe in You (by Bob Dylan)                | O'Connor                                                                        | A Very Special Christmas 2                                |
| 1993 | Religious Persuasion                           | Billy Bragg and Andy White featuring O'Connor                                   | Peace Together                                            |
| 1994 | My Man's Gone Now                              | O'Connor                                                                        | The Glory of Gershwin                                     |
| 1994 | You Make Me Feel So Free                       | O'Connor                                                                        | No Prima Donna                                            |
| 1994 | Emma                                           | Manu Dibango featuring O'Connor                                                 | Wakafrika                                                 |
| 1994 | Homeless                                       | Manu Dibango featuring O'Connor                                                 | Wakafrika                                                 |
| 1994 | Lady                                           | Manu Dibango featuring O'Connor                                                 | Wakafrika                                                 |
| 1995 | He Moved Through the Fair                      | The Chieftains featuring O'Connor                                               | The Long Black Veil                                       |
| 1995 | The Foggy Dew                                  | The Chieftains featuring O'Connor                                               | The Long Black Veil                                       |
| 1995 | Ode to Billie Joe                              | O'Connor                                                                        | The Help Album                                            |
| 1995 | Mná na h-Éireann                               | O'Connor                                                                        | Ain't Nothing But a She Thing                             |
| 1995 | Mraya                                          | Abdel Ali Slimani featuring O'Connor                                            | Mraya                                                     |
| 1996 | On Raglan Road (traditionale)                  | Donal Lunny featuring O'Connor                                                  | Common Ground                                             |
| 1996 | Reaching for the Rail                          | Richard Wright featuring O'Connor                                               | Broken China                                              |
| 1996 | Breakthrough                                   | Richard Wright featuring O'Connor                                               | Broken China                                              |
| 1996 | Civil War                                      | O'Connor                                                                        | (OST) Michael Collins                                     |
| 1996 | Easter Rebellion                               | O'Connor                                                                        | (OST) Michael Collins                                     |
| 1996 | She Moved Through the Fair                     | O'Connor                                                                        | (OST) Michael Collins                                     |
| 1997 | Make Me a Channel of Your Peace (traditionale) | O'Connor                                                                        | Diana, Princess of Wales: Tribute                         |
| 1998 | The Butcher Boy (traditionale)                 | O'Connor                                                                        | (OST) The Butcher Boy                                     |
| 1998 | Someone to Watch Over Me                       | O'Connor                                                                        | Red Hot + Rhapsody                                        |
| 1998 | I Guess the Lord Must Be in New York City      | O'Connor                                                                        | (OST) You've Got Mail                                     |
| 1998 | Summer's End                                   | Ashtar Command featuring O'Connor                                               | (OST) The Avengers                                        |
| 1998 | Skibbereen (traditionale)                      | The Chieftains featuring O'Connor                                               | Long Journey Home                                         |
| 1998 | Danny Boy/The Derry Air                        | Davy Spillane featuring O'Connor                                                | The Sea of Dreams                                         |
| 1998 | The Dreaming of the Bones                      | Davy Spillane featuring O'Connor                                                | The Sea of Dreams                                         |
| 1998 | Blue                                           | Ghostland featuring O'Connor                                                    | Ghostland                                                 |
| 1998 | Your Time Will Come                            | Ghostland featuring O'Connor                                                    | Ghostland                                                 |
| 1999 | Factory Girl (traditionale)                    | The Chieftains featuring O'Connor                                               | Tears of Stone                                            |
| 1999 | Lullaby for Cain                               | O'Connor                                                                        | (OST) The Talented Mr. Ripley                             |
| 1999 | Vervaceous                                     | James featuring O'Connor                                                        | Millionaires                                              |
| 1999 | I Defeat (B-side di Just Like Fred Astaire)    | James featuring O'Connor                                                        | Millionaires                                              |
| 2000 | Roísín Dubh                                    | Iarla Ó Lionáird featuring O'Connor                                             | I Could Read the Sky                                      |
| 2000 | Singing Bird (traditionale)                    | Iarla Ó Lionáird featuring O'Connor                                             | I Could Read the Sky                                      |
| 2000 | When You Love                                  |                                                                                 | (OST) Rugrats in Paris                                    |
| 2001 | Angels Eyes                                    | Ghostland featuring O'Connor                                                    | Interview with the Angel                                  |
| 2001 | Wake Up & Make Love to Me                      | O'Connor                                                                        | Brand New Boots & Panties: A Tribute To Ian Dury          |
| 2001 | She's So Beautiful                             | Aslan featuring O'Connor                                                        | Waiting for This Madness to End...                        |
| 2001 | The Shores of the Swilly                       | Phil Coulter featuring O'Connor                                                 | Lake of Shadows                                           |
| 2001 | Love Is a Place I Dream of                     | Luka Bloom featuring O'Connor                                                   | Between the Mountain and the Moon                         |
| 2001 | Moonslide                                      | Luka Bloom featuring O'Connor                                                   | Between the Mountain and the Moon                         |
| 2001 | Soshin                                         | Luka Bloom featuring O'Connor                                                   | Between the Mountain and the Moon                         |
| 2003 | What Your Soul Sings                           | Massive Attack featuring O'Connor                                               | 100th Window                                              |
| 2003 | Special Cases                                  | Massive Attack featuring O'Connor                                               | 100th Window                                              |
| 2003 | A Prayer for England                           | Massive Attack featuring O'Connor                                               | 100th Window                                              |
| 2003 | Simple Heart                                   | Natacha Atlas featuring O'Connor                                                | Something Dangerous                                       |
| 2003 | 1000 Mirrors                                   | Asian Dub Foundation featuring O'Connor                                         | Enemy of the Enemy                                        |
| 2003 | I Dreamt I Dwelt in Marble Halls               | Brian Kennedy featuring O'Connor                                                | On Song                                                   |
| 2003 | Anarchie Gordon                                | Sharon Shannon featuring O'Connor                                               | Libertango                                                |
| 2003 | The Seven Rejoices of Mary (traditionale)      | Sharon Shannon featuring O'Connor                                               | Libertango                                                |
| 2003 | Dagger Through the Heart                       | O'Connor                                                                        | Songs of Dolly Parton                                     |
| 2004 | Celtic Tiger                                   | Damien Dempsey featuring O'Connor                                               | Seize the Day                                             |
| 2004 | Negative Vibes                                 | Damien Dempsey featuring O'Connor                                               | Seize the Day                                             |
| 2004 | Regina Coeli                                   | Nóirín Ní Riain featuring O'Connor                                              | Biscantorat                                               |
| 2004 | O come, O come, Emmanuel                       | Nóirín Ní Riain featuring O'Connor                                              | Biscantorat                                               |
| 2004 | The Darkest Midnight                           | Nóirín Ní Riain featuring O'Connor                                              | Biscantorat                                               |
| 2004 | The Seven Rejoices of Mary (traditionale)      | Nóirín Ní Riain featuring O'Connor                                              | Biscantorat                                               |
| 2007 | Back Where You Belong                          | O'Connor                                                                        | (OST) The Water Horse                                     |
| 2007 | A New Born Child                               | O'Connor                                                                        | (OST) La Premier Cri                                      |
| 2008 | Angel                                          | O'Connor                                                                        | (OST) Bones                                               |
| 2008 | Baby, Let Me Buy You a Drink                   | O'Connor                                                                        | Wells for Zoë - Water for Life                            |
| 2008 | The Ballad of Ronnie Drew                      | U2, The Dubliners, Kíla and A Band of Bowsies                                   | Singolo di beneficenza per il download                    |
| 2008 | Everything Comes from You                      | Peter Gabriel featuring O'Connor                                                | Big Blue Ball                                             |
| 2008 | The Telephone                                  | Republic of Loose featuring O'Connor                                            | Johnny Pyro and the Dance of Evil                         |
| 2009 | I'm Every Woman                                | Róisín Murphy, thecocknbullkid, Micachu, Alessi's Ark and A.Ghost, and O'Connor | ActionAid's 6 Degrees Project                             |
| 2010 | Song to the Siren                              | O'Connor                                                                        | Music of Ireland: Welcome Home                            |
| 2010 | Thank You For Hearing Me (a cappella)          | O'Connor                                                                        | in sostegno al The Thank You Project                      |
| 2010 | Seabirds                                       | Monahans featuring O'Connor                                                     | 2010 Recordings                                           |
| 2011 | Fallout                                        | Jonathan Elias featuring O'Connor                                               | Prayer Cycle 2: Path to Zero                              |
| 2011 | Tinseltown in the Rain                         | Andrea Corr featuring O'Connor                                                  | Lifelines                                                 |
| 2011 | From a Distance                                | O'Connor featuring Moya Brennan and others                                      | singolo di beneficenza per Magdalene Survivors Together   |
| 2011 | Lay Your Head Down                             | O'Connor                                                                        | OST Albert Nobbs                                          |
| 2011 | Property of Jesus                              | O'Connor                                                                        | Chimes of Freedom: Songs of Bob Dylan                     |
| 2012 | Don't Take All Night                           | Meshell Ndegeocello featuring O'Connor                                          | Pour une Âme Souveraine                                   |
| 2012 | Almighty Love                                  | Damien Dempsey featuring O'Connor                                               | Almighty Love                                             |
| 2012 | Fire in the Glen                               | Damien Dempsey featuring O'Connor                                               | Almighty Love                                             |
| 2012 | Chris and Stevie                               | Damien Dempsey featuring O'Connor                                               | Almighty Love                                             |
| 2012 | Bustin' Outta Here                             | Damien Dempsey featuring O'Connor                                               | Almighty Love                                             |
| 2012 | When a Child Is Born                           | O'Connor featuring Danny O'Reilly                                               | A Murray Christmas                                        |
| 2012 | Once in Royal David's City                     | O'Connor                                                                        | A Murray Christmas                                        |
| 2013 | GMF                                            | John Grant featuring O'Connor                                                   | Pale Green Ghosts                                         |
| 2013 | Why Don't You Love Me Anymore                  | John Grant featuring O'Connor                                                   | Pale Green Ghosts                                         |
| 2013 | It Doesn't Matter to Him                       | John Grant featuring O'Connor                                                   | Pale Green Ghosts                                         |
| 2013 | Black Is the Colour(traditionale)              | Brian McFadden featuring O'Connor                                               | The Irish Connection                                      |
| 2013 | Who Knows Where the Time Goes?                 | Lumiere featuring O'Connor                                                      | My Dearest Dear                                           |
| 2013 | Glacier                                        | John Grant featuring O'Connor                                                   | Gets Schooled (EP)                                        |
| 2013 | Cinderella                                     | Don Baker featuring O'Connor                                                    | My Songs, My Friends                                      |
| 2013 | Woe to the Holy Vow                            | Don Baker featuring O'Connor and Damien Dempsey                                 | My Songs, My Friends                                      |
| 2014 | I Would Die 4 U                                | O'Connor                                                                        | Purple Reggae                                             |
| 2015 | Death of Samantha                              | Boy George featuring O'Connor                                                   | This Is What I Dub                                        |
| 2016 | Trouble Will Soon Be Over                      | O'Connor                                                                        | God Don't Never Change: The Songs of Blind Willie Johnson |

## Videografia

### Album video
| Year | Title                                               | Format | Notes                                                                                       |
| ---- | --------------------------------------------------- | ------ | ------------------------------------------------------------------------------------------- |
| 1989 | The Value of Ignorance                              | VHS    | - Both titles was re-released in 2004 as Live: The Year of the Horse/The Value of Ignorance |
| 1991 | The Year of the Horse                               | VHS    | - Both titles was re-released in 2004 as Live: The Year of the Horse/The Value of Ignorance |
| 2003 | Goodnight, Thank You, You've Been a Lovely Audience | DVD    | - Live record featuring bonus videos and extra material                                     |
| 2008 | Live at the Sugar Club                              | DVD    | - Sold exclusively on her official website.                                                 |

### Video musicali
| Anno | Video                                  | Regista/i                         |
| ---- | -------------------------------------- | --------------------------------- |
| 1987 | Troy                                   | John Maybury                      |
| 1988 | Mandinka                               | John Maybury                      |
| 1988 | I Want Your (Hands on Me)"             | John Maybury                      |
| 1988 | Jerusalem                              | John Maybury                      |
| 1988 | Jump in the River                      | John Maybury                      |
| 1990 | Nothing Compares 2 U                   | John Maybury                      |
| 1990 | The Emperor's New Clothes (Version 1)  | John Maybury                      |
| 1990 | The Emperor's New Clothes (Version 2)  | Sophie Muller                     |
| 1990 | You Do Something to Me                 | John Maybury                      |
| 1991 | My Special Child                       | John Maybury                      |
| 1992 | Visions of You                         |                                   |
| 1992 | Success Has Made a Failure of Our Home |                                   |
| 1992 | Blood of Eden                          | Michael Coulson e Nichola Bruce   |
| 1994 | You Made Me the Thief of Your Heart    | Jim Sheridan                      |
| 1994 | Thank You for Hearing Me               | Richard Heslop                    |
| 1994 | Fire on Babylon                        | Michel Gondry                     |
| 1995 | Famine                                 | Andy Delaney e Monty Whitebloom   |
| 1995 | All Apologies                          |                                   |
| 1995 | Haunted (con Shane MacGowan)           | Wayne Holloway                    |
| 1997 | This Is to Mother You                  | John Maybury                      |
| 1997 | This Is a Rebel Song                   |                                   |
| 1999 | Chiquitita                             | Sophie Muller                     |
| 2000 | No Man's Woman                         | Mike Lipscombe                    |
| 2000 | Jealous                                | Mike Lipscombe                    |
| 2000 | When You Love                          |                                   |
| 2003 | 1000 Mirrors                           | Henri-Jean Debon                  |
| 2007 | Back Where You Belong                  |                                   |
| 2008 | We People (Who Are Darker Than Blue)   |                                   |
| 2012 | The Wolf Is Getting Married            | Roman Rappak                      |
| 2013 | 4th and Vine                           | Kathryn Ferguson                  |
| 2014 | Woe to the Holy Vow                    | Bernie Masterson e Gerry Hendrick |
| 2014 | Take Me to Church                      | James Lees                        |
| 2014 | 8 Good Reasons                         | Hugh O'Conor                      |

### Filmografia
| Year | Film                             | Role                 | Notes      |
| ---- | -------------------------------- | -------------------- | ---------- |
| 1990 | Hush-a-Bye Baby                  | Sinéad               |            |
| 1991 | The Ghosts of Oxford Street      | Ann of Oxford Street | TV movie   |
| 1992 | Emily Brontë's Wuthering Heights | Emily Brontë         | uncredited |
| 1997 | The Butcher Boy                  | Virgin Mary          |            |